# Tephrina delostina
Tephrina delostina là một loài bướm đêm trong họ Geometridae.